# Combats de Jaramana et Sahnaya
Guerre civile syrienne
Batailles
Les combats de Jaramana et Sahnaya se déroulent du 29 au 30 avril 2025 pendant la guerre civile syrienne. Ils opposent les forces gouvernementales et des ex-rebelles à des milices druzes dans les villes de Jaramana, Sahnaya (en) et Ashrafiyat Sahnaya (en).

## Prélude
Au début de l'année 2025, la Syrie connait une montée de violences communautaires. En mars, la ville de Jaramana, dans la banlieue est de Damas, est le théâtre d'une fusillade entre ex-rebelles et miliciens druzes. Israël se pose alors en protecteur de la communauté druze et menace d'intervenir militairement.
Fin avril, de nouveaux affrontements sont provoqués par la diffusion d'un message audio sur WhatsApp traitant le prophète Mahomet de « maudit » et ses disciples de « porcs »,. L'enregistrement est attribué à Marwan Kiwan, un clerc druze, bien que celui-ci nie en être à l'origine,. Des appels à la haine contre les druzes circulent alors massivement sur les réseaux sociaux.

## Déroulement
Malgré l'annonce d'une enquête par le ministère de l'Intérieur et les appels au calme du gouvernement, la situation dégénère. Le 29 avril, peu après minuit, des centaines d'hommes armés et cagoulés font irruption dans la ville de Jaramana et ouvrent le feu sur les miliciens druzes,,. Après quelques escarmouches au cours de la nuit, les affrontements s'intensifient au lever du jour. Les combats s'étendent ensuite à Sahnaya (en) et Ashrafiyat Sahnaya (en), deux villes à majorité druze situées à 12 kilomètres au sud-ouest de Damas. Des ex-rebelles et des miliciens druzes venus d'autres régions viennent ensuite prendre part aux affrontements. Le ministère syrien de l'Intérieur fait alors état d'affrontements opposant « des groupes armés » et annonce le déploiement des forces de sécurité « pour protéger les habitants » et « rétablir l’ordre ». En fin de journée, un accord entre le gouvernement de Damas et les chefs druzes est annoncé,.
Le calme revient alors à Jaramana mais les combat reprennent le lendemain à Sahnaya,. Le même jour, un convoi de miliciens druzes venus de Soueïda et en route pour Sahnaya est attaqué par les forces de sécurité. Un nouvel accord est ensuite conclu à Sahnaya, autorisant notamment les milices druzes à assurer la sécurité dans leurs territoires en échange de la remise d'armement lourd.
Des violences atteignent cependant le gouvernorat de Soueïda. Dans le village d'al-Soura al-Kubra, près de la ville de Soueïda, un lieu de culte est saccagé et brulé, tandis que le mausolée du général assadiste Issam Zahreddine est mis à sac et sa maison incendiée.
Le 30 avril, Israël mène des frappes aériennes autour de Sahnaya,. Le Premier ministre Benyamin Nétanyahou et son ministre de la Défense, Israël Katz qualifient l’opération d'« action d’avertissement » contre un « groupe extrémiste qui se préparait à attaquer la population druze de Sahnaya ». Le ministère syrien des Affaires étrangères exprime « son rejet catégorique de toute ingérence étrangère » et déclare que « la République arabe syrienne réaffirme son engagement ferme à protéger toutes les composantes du peuple syrien sans exception, y compris les membres de la communauté druze, qui a toujours été et reste une partie intégrante du tissu national ».
Le matin du 2 mai, Israël effectue une nouvelle frappe aérienne aux abords du palais présidentiel de Damas. Puis, dans la nuit du 2 au 3 mai, il mène plus de 20 frappes contre des sites militaires à travers le pays, dans les environs de Deraa, Damas, Hama et Homs. Selon l'agence SANA, elles causent la mort d'un civil à Harasta, au nord-ouest de Damas.
Le 4 mai, des hélicoptères israéliens se posent au sud de Soueïda pour acheminer des aides militaires et médicales aux milices druzes et emmener des blessés druzes vers Israël.

## Réactions
Le ministère de la Justice déclare qu'il « ne tolérerait aucune attaque contre le prophète » Mahomet mais souligne que le recours à la justice est « le seul moyen légitime » et appelle les habitants à « s'abstenir de tout discours haineux », sous peine de sanctions.
Les plus hauts dignitaires druzes lancent quant à eux un appel au calme. Cependant, l'un d'entre-eux, le cheikh Hikmat al-Hajri, se montre plus virulent et dénonce une « campagne génocidaire » contre sa communauté : « Nous ne faisons plus confiance à une entité qui prétend être un gouvernement, a-t-il lancé. Un gouvernement ne tue pas son peuple en recourant à ses propres milices extrémistes, puis, après les massacres, prétend que ce sont des éléments incontrôlés »,.
Cependant la communauté druze se montre divisée. Un autre cheikh, Laith al-Balous, se montre plus conciliant envers le nouveau pouvoir.
Le 30 avril, le leader druze libanais Walid Joumblatt appelle les membres de sa communauté en Syrie à « rejeter toute ingérence israélienne ». Un mois plus tôt, celui-ci avait accusé Israël d'instrumentaliser les druzes de Syrie : « Israël continue de vouloir appliquer son plan de toujours (…) consistant à morceler la région en entités confessionnelles et étendre le chaos ». Le 2 mai, il est reçu à Damas par Ahmed al-Charaa.
Le même jour, le mufti de Syrie, Oussama al-Rifaï, lance également un appel au calme : « Frères syriens, méfiez-vous de la discorde, car on en connaît le début, mais nul ne sait comment elle se termine. […] Si la discorde se répand dans notre pays […] nous serons tous perdants ».
La France condamne « les violences confessionnelles meurtrières à l'encontre des druzes en Syrie » et enjoint « Israël à ne pas conduire d’actions unilatérales susceptibles d’aggraver les tensions communautaires »,.
La Turquie appelle également Israël à cesser ses frappes.

## Bilan humain
Au 1er mai, le bilan est d'au moins 101 morts selon l'Observatoire syrien des droits de l'homme (OSDH), dont 30 combattants pro-gouvernementaux, 61 combattants druzes, neuf hommes druzes exécutés et un civil druze tué par un obus de mortier,. Selon l'OSDH, quatre combattants druzes sont également tué le 2 mai par une frappe de drone dans le gouvernorat de Soueïda. Le 5 mai, le journaliste Wassim Nasr donne quant à lui un bilan de 28 morts pour les forces de sécurité, 47 morts pour les miliciens druzes et 18 morts chez les civils, dont 14 pendant les combats et 4 victimes de frappes de drones israéliens.

## Vidéographie
- [vidéo] Affrontements communautaires : comprendre ce qu'il se passe avec les Druzes en Syrie, France 24, 5 mai 2025.